# Indische Cricket-Nationalmannschaft gegen Pakistan in der Saison 1998
Die Tour der indischen Cricket-Nationalmannschaft gegen Pakistan in der Saison 1998, auch Friendship Cup 1998 genannt, fand vom 12. bis zum 20. September 1998 in Kanada statt. Die internationale Cricket-Tour war Bestandteil der Internationalen Cricket-Saison 1998 und umfasste fünf ODIs. Pakistan gewann die Serie 4–1.

## Vorgeschichte
Indien spielte zuvor ein Drei-Nationen-Turnier in Sri Lanka, für Pakistan war es die erste Tour der Saison.
Schon im Jahr zuvor bestritten die beiden Mannschaften eine vergleichbare Serie in Kanada.

## Stadien
Die folgenden Stadien wurden für die Tour als Austragungsort vorgesehen.
| Stadion                                          | Stadt   | Kapazität | Spiele      |
| ------------------------------------------------ | ------- | --------- | ----------- |
| Toronto Cricket, Skating and Curling Club Ground | Toronto | 4.875     | 1. – 5. ODI |

## Kaderlisten
Die folgenden Kader wurden von den Mannschaften benannt.
| ODI | ODI |
| Indien | Pakistan |
| --- | --- |
| - Ajit Agarkar - Mohammad Azharuddin - Rahul Dravid - Sourav Ganguly - Ajay Jadeja - Sunil Joshi - Hrishikesh Kanitkar - Nayan Mongia - Jatin Paranjpe - Venkatesh Prasad - Sinjay Raul - Navjot Sidhu - Javagal Srinath - Sachin Tendulkar | - Aamer Sohail - Aaqib Javed - Abdul Razzaq - Azhar Mahmood - Ijaz Ahmed - Inzamam-ul-Haq - Mohammad Zahid - Moin Khan - Saeed Anwar - Saleem Malik - Saqlain Mushtaq - Shahid Afridi |

## One-Day Internationals

### Erstes ODI in Toronto
| 12. September Scorecard | Toronto | Pakistan 189-9 (50)          | – | Indien 193-4 (43.4) |
|                         |         | Indien gewinnt mit 6 Wickets |   |                     |

### Zweites ODI in Toronto
| 13. September Scorecard | Toronto | Pakistan 246-9 (50)          | – | Indien 195 (46.3) |
|                         |         | Pakistan gewinnt mit 51 Runs |   |                   |

### Drittes ODI in Toronto
| 16. September Scorecard | Toronto | Pakistan 257-5 (50)          | – | Indien 180 (46.2) |
|                         |         | Pakistan gewinnt mit 77 Runs |   |                   |

### Viertes ODI in Toronto
| 19. September Scorecard | Toronto | Pakistan 316-6 (50)           | – | Indien 182 (46.3) |
|                         |         | Pakistan gewinnt mit 134 Runs |   |                   |

### Fünftes ODI in Toronto
| 20. September Scorecard | Toronto | Indien 256-9 (50)              | – | Pakistan 258-5 (48.2) |
|                         |         | Pakistan gewinnt mit 5 Wickets |   |                       |